# Barebacking

Le barebacking, littéralement « chevauchée à cru », désigne la pratique de rapports sexuels non protégés par un préservatif, et par extension un courant polymorphe prônant le culte et la revendication de cette forme de pratique sexuelle, ainsi que le culte du sperme. C'est un comportement sexuel à risque d'infection sexuellement transmissible.

## Aspects du phénomène
Le terme de barebacking désigne des relations sexuelles volontairement non-protégées. Forgé au sein de la communauté gay américaine au milieu des années 1990, il se distingue de la notion de relapse, qui désigne le « relâchement des comportements préventifs ». Dans les pays francophones, ce terme apparaît dans la presse gay et dans le milieu associatif de lutte contre le sida à la fin des années 1990, à la suite de la commercialisation des trithérapies et de la baisse des cas de sida. Alors que le terme même de barebacking est l'objet de conflits de définition, la revendication de pratiques sexuelles volontairement à risques est au cœur de vives polémiques médiatiques qui éclatent à la fin des années 1990 et au début des années 2000.

### Figures françaises du courant
Parmi les figures du mouvement homosexuel revendiquant publiquement cette pratique, on trouve Érik Rémès, auteur d'un livre conspué par une partie du public : Serial Fucker, journal d’un barebacker.
L'opposant le plus connu au bareback est Didier Lestrade, qui a consacré une partie de son essai The End à ce phénomène.
Quelques autres contributeurs et opposants au barebacking trouvent tribune active sur des sites internet à destination de communautés spécifiques, telles que la communauté hard et sadomasochiste : cette communauté est en effet très concernée car il existe communément une confusion de genres entre les pratiques hard et SM et la pratique du barebacking, pratiques qui ne sont pourtant absolument pas liées. Les plus actifs de ces contributeurs se regroupent désormais sous une bannière qui ne s'affiche plus simplement comme Safe-Sex mais ouvertement Anti-Bareback. Enfin, le portage de leur discours a donné naissance et transposé dans le langage courant (depuis 2005) l'expression désignant le concept de barebackers prosélytes.

### Réactions
Le  barebacking  est condamné par les associations de lutte contre le sida, et la plupart des associations homosexuelles. Mais le sida touche en grande majorité les barebackers[réf. souhaitée], et ils ont, pour une bonne part d'entre eux, fui les associations, qui les pointent comme mauvais exemple comportemental, c'est-à-dire que le milieu associatif préventif est aujourd'hui sans aucune prise et sans dialogue avec les personnes les plus concernées.[non neutre] D'où les refontes globales des politiques à suivre désormais, comme on observe aujourd'hui aux États-Unis. En France, la division et les revirements des stratégies des associations se révèlent par exemple dans le retrait de Didier Lestrade d'Act Up-Paris ou la désolidarisation de la plateforme préventive Warning, qui se réoriente de la « prévention » pure vers un discours de gestion de la « réduction du risque », ce qui diffère largement sur l'objet et le but.
Juillet 2008 : ouverture du site avec forum seronet, qui permet la visibilité des discussions entre séropositifs barebackers, et mise en ligne d'un atelier « santé » pour les barebackers, c'est-à-dire apparition publique d'une prévention prenant en compte le refus de la capote.[non neutre] Cette ouverture tardive de main tendue en France n'est pas la première dans les pays francophones, le site québécois serozero ayant déjà mis en ligne des discussions par le passé. Néanmoins, ce site émanant de l'association AIDES ne porte pas l'étiquette AIDES, laquelle n'a jamais eu de forum par le passé, et n'en a toujours pas dans son propre menu.

## Arguments de la polémique
Face à l'épidémie de VIH/sida, les points de divergence des défenseurs et des opposants à cette pratique sont de plusieurs ordres.

### Débats sur l’acceptation sociale d’une prise de risque par l’individu
Le débat a lieu car deux conditions sont vérifiées : la prise de risque se produit à l'échelle individuelle, mais les conséquences probables impliquent des interventions collectives.
La revendication d'une liberté qualifiée d'assumée de la prise de risque est confrontée à des interrogations sociales : coûts financiers de la prise en charge médicale, accompagnement de malades ayant refusé des actions de prévention. La prise de risque dite libre, consciente, évitable d’un individu est considérée comme inutile par des composantes de la société car elle ne peut être entièrement assumée par la personne concernée. Elles considèrent qu’il se produit un transfert de responsabilité de l'individu barebacker qui prend des risques, à la collectivité qui finalement assume. Ces débats illustrent les difficultés de la construction du risque en santé publique : existence contestée d’un risque uniquement individuel, comportemental et importance de l’influence des mécanismes sociaux sur les comportements, enjeux politiques autour de la protection sociale et du risque assurantiel en santé.

### Débats sur les restrictions de la liberté sexuelle
Ces débats portent aussi sur les aspects juridiques et éthiques de la transmission du VIH. Les barebackers soutiennent que le port de la « capote » les empêche d'être en érection et/ou nuit à la qualité des sensations. Ils associent aux pratiques non protégées le sentiment de se donner complètement à leur(s) partenaire(s), érotisent le rapport non protégé et développent souvent une fétichisation érotique du sperme. Ils considèrent que chacun est responsable de sa santé et libre de pratiquer la sexualité qu'il souhaite. Ils refusent l'association négative sexualité et maladie.
Les opposants à cette pratique reprochent aux barebackers de promouvoir une conception dangereuse des relations sexuelles pouvant nuire à la santé et mettre en danger la vie d'autrui du fait des risques de transmissions de maladies telles que le sida.

### Différences d'appréciation du contexte historique, social et politique
Selon les partisans du barebacking en France, l'hostilité des associations de revendications en faveur des homosexuels serait essentiellement motivée par la volonté de donner une image normalisée de la communauté homosexuelle afin de faire aboutir les revendications en faveur du mariage homosexuel et de l'adoption d'enfants. Ils considèrent l'homosexualité comme subversive, la promotion du barebacking contribuant à maintenir ce caractère.
Cette motivation est contestée par l'ensemble des associations concernées, l'argument employé paraissant très largement trompeur (le « mariage homosexuel » évoqué, notion largement polémique, ne jouant que le rôle de rideau de fumée) : les seules motivations fondamentales étant celles d'endiguer la pandémie au sein de la communauté, de limiter le nombre de nouvelles contaminations par le virus du VIH et les autres IST et MST qui sont elles aussi en forte recrudescence, de réduire le nombre de surcontaminations de séropositifs qui conduisent à des mutations incontrôlées et non maîtrisables des différentes souches du virus, le tout dans un aspect sanitaire et salvateur évident.

### Débats sur la description, l'ampleur de l'épidémie et les stratégies pour la combattre
Des auteurs ont mis en doute la responsabilité du VIH dans le sida. Leur position est contestée par la communauté scientifique : cf. Contestation de la responsabilité du VIH dans le sida.
Les données de surveillance de l’épidémie sont publiés régulièrement par l’Institut de veille sanitaire (InVS). Le nombre total de découvertes de séropositivité était de 7 500 en 2004, 7 400 en 2005, 7 000 en 2006 et  6 500 découvertes de séropositivité en 2007. Les découvertes de séropositivité chez les hommes contaminées par rapports homosexuels sont en augmentation depuis 2003. En 2007, ce mode de contamination représente 38 % des découvertes de séropositivité (58 % des découvertes chez les hommes). C’est le seul mode de contamination pour lequel le nombre de découvertes a augmenté par rapport à 2003,.
La polémique a rebondi à la suite de la publication du rapport Hirschel,. Les partisans de pratiques sexuelles non protégées estimant que ces recommandations confortaient leur position.
Le conseil national du sida a émis des recommandations en particulier celle de  renforcer l’offre de dépistage et d’améliorer la continuité entre le dépistage et la prise en charge afin d’augmenter le nombre de personnes dépistées et traitées.
Les associations représentatives,
et les pouvoirs publics ont appelé à la prudence. Les différentes mesures préconisées par les experts n’ont pas fait l’objet d’une étude de faisabilité. Ces mesures impliquent en effet la mise en place d’un dépistage massif des populations et l'amélioration de la prise en charge des malades. Aucune de ces mesures n’a encore été mise en place.
Enfin, certains experts ont souligné le manque d’études auprès des populations homosexuelles dans le rapport Hirschel,.

### Documentaire
- (en) The Gift, de Louise Hogarth, 2003 — sur Documentary Heaven.